# Julidochromis transcriptus
Julidochromis transcriptus és una espècie de peix de la família dels cíclids i de l'ordre dels perciformes que es troba a l'Àfrica oriental: llac Tanganyika.
Els mascles poden assolir els 7 cm de longitud total.